# Język batui
Język batui, takze baha – język austronezyjski używany przez niewielką grupę ludności w prowincji Celebes Środkowy w Indonezji. Według danych szacunkowych (2003) społeczność etniczna liczy 2500 osób, przy czym nie wszyscy posługują się biegle tym językiem. 
Jego użytkownicy zamieszkują cztery wsie: Balantang, Batui, Sisipan, Tolando (kecamatan Batui, kabupaten Banggai). W regionie występują duże skupiska ludności napływowej.
Poważnie zagrożony wymarciem. Jego użycie ogranicza się do kontaktów domowych i wydarzeń kulturalnych. Na pocz. XXI w. odnotowano, że wśród dzieci dominuje język indonezyjski.
Powielona w literaturze nazwa „baha” to nieścisła transkrypcja formy przeczenia (mbaha’, /mbahaʔ/).
Jest blisko spokrewniony z językiem saluan. Przez samą społeczność jest uważany za odrębny język. Niegdyś był błędnie uważany za dialekt pamona.  
Nie wykształcił piśmiennictwa.